# Ibn Shahriyar
Buzurg ibn Shahriyar Ram'Hurmuzi était un capitaine de navire marchand de la province persane du Khuzistan. Il est l'auteur du Kitab al Ajaib al Hind, ou "Livre des merveilles de l'Inde", qui est une compilation de récits de voyage des marins  de Siraf, Oman, Bassorah etc. rédigés entre 900 et 953.
Buzurg Ibn Shahriyar est sans doute un auteur fictif, car il n'est mentionné nulle part avant le XIIIe siècle. La compilation qui lui est attribuée a vraisemblablement été composée au Caire dans la seconde moitié du Xe siècle, par l’érudit Abou ‘Imrān Moussa ibn Rabaḥ al-Awsi al-Sirafi.